# Zollikofen
Zollikofen is een gemeente en plaats in het Zwitserse kanton Bern, en maakt deel uit van het district Bern-Mittelland.
Zollikofen telt 10.041 inwoners.